# Corvo (Cabo Verde)
Corvo (crioulo cabo-verdiano, ALUPEC: KOrvo ow Korbu, Crioulo do Santo Antão: Korv') é uma aldeia da freguesia de Nossa Senhora do Livramento do município da Ribeira Grande no nordeste da ilha de Santo Antão, em Cabo Verde.
Um vale verdejante com água correndo ao longo da ribeira até ao mar, onde a principal atividade é a agricultura tanto de sequeiro como de regadio.
É acessível a partir da Ponta do Sol pelo caminho litoral que passa pela aldeia de Fontainhas e também pelo mar através de um arrastadouro em Lagedo Largo (somente nas épocas do ano em que o mar está calmo).
| O ilha de Santo Antão |
| --- |
| Vilas e aldeias Alto Mira \| Chã das Furnas \| Chã da Igreja \| Coculi \| Corvo \| Cruzinha \| Curral da Russa \| Eito \| Eito de Baixo \| Espongeiro \| Fontainhas \| Formiguinhas \| Janela \| Lomba dos Pombas \| Lomba de Santo \| Lourenço \| Monte Trigo \| Paul \| Passo \| Pombas \| Ponta do Sol \| Porto Novo \| Ribeira Alta \| Ribeira da Cruz \| Ribeira das Bras \| Ribeira Grande \| Sinagoga \| Tarrafal de Monte Trigo |
| Municípios Paul \| Porto Novo \| Ribeira Grande |
| Cabo Verde \| Barlavento \| Santo Antão |